# El Muro del Recuerdo de los Caídos por Ucrania
El Muro del Recuerdo de los Caídos por Ucrania ( ucraniano : Стіна пам'яті загиблих за Україну ) es el muro del Monasterio de las Cúpulas Doradas de Mykhailivsky a lo largo de la calle Trohsvyatitelska cerca de la Plaza Mykhailivska, en la capital de Ucrania, Kiev.
Se implementó como un trabajo conjunto de la Iglesia Ortodoxa Ucraniana del Patriarcado de Kiev, el Museo Nacional de Historia Militar de Ucrania, el consejo editorial del libro "Memoria de los Caídos por Ucrania" y la sociedad histórica y cultural "Amuleto del Tiempo". . En 2020, se renovó el Muro del Recuerdo. Se agregaron 4500 fotos nuevas.

## Historia

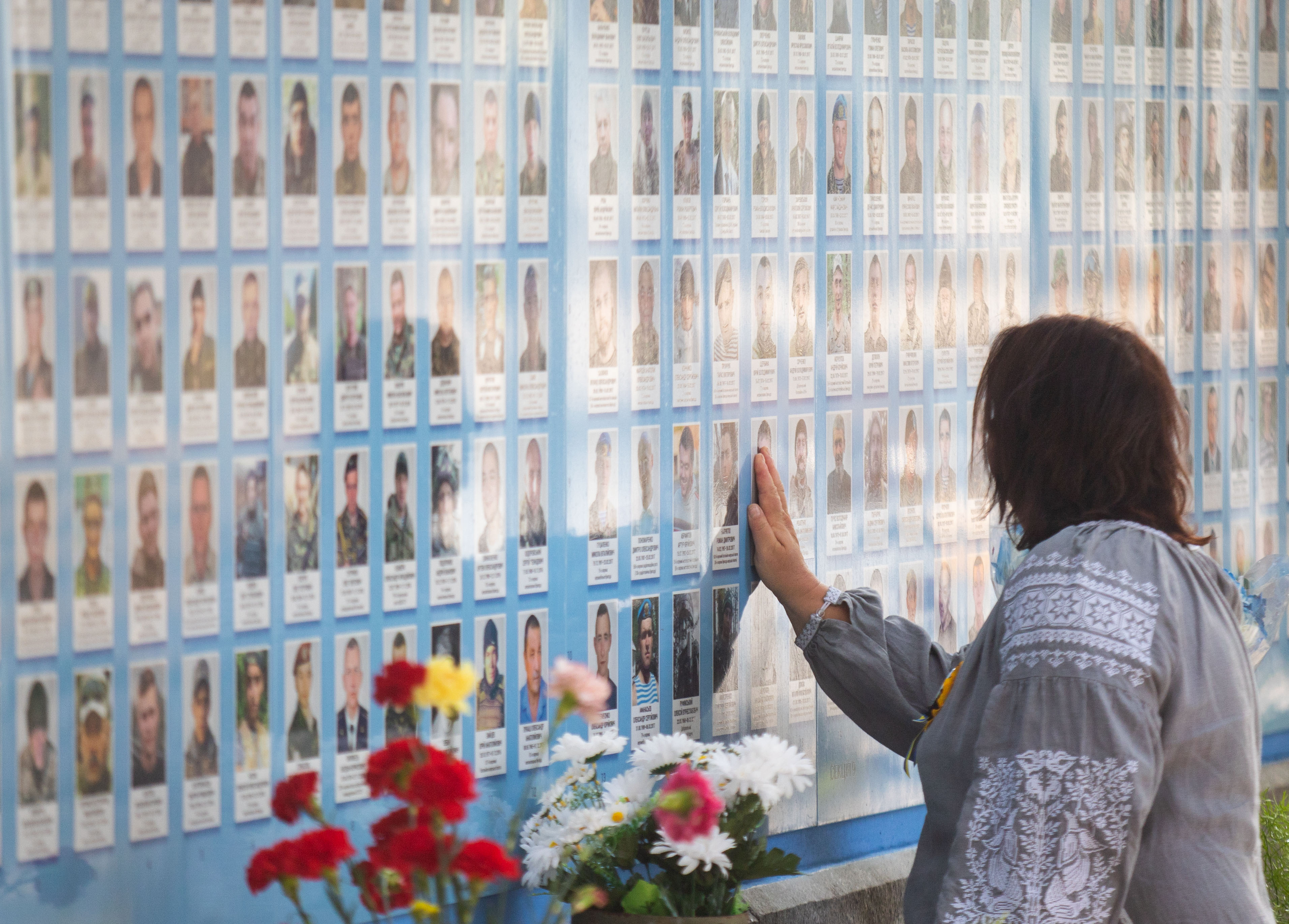
Una mujer observando a los soldados ucranianos caídos

El 20 de agosto de 2020, el titular de la OCU (ukr: ПЦУ), el metropolitano Epifanio, consagró las gradas renovadas del Muro de la Memoria, que albergaban casi 4500 nuevas fotografías.

## Eventos relacionados al muro
No muy lejos del muro, durante la guerra, existía una fuerte tradición de conmemorar a los muertos en el aniversario de los combates más feroces. En particular, todos los años, a fines de agosto, en el aniversario de la salida de la caldera de Ilovaysk de militares y voluntarios ucranianos, los voluntarios de la misión Evacuation 200 de la Citadel IADF realizan el trabajo de su exposición móvil "Memory Block" durante la noche. y noche.